# Le président Mao va à Anyuan
Le président Mao va à Anyuan est une peinture à l'huile réalisée en 1967 par le peintre Liu Chunhua.

## Présentation
Lorsque Mao Zedong est arrivé au pouvoir en 1949, il a encouragé les artistes à créer un « art pour le peuple » qui transmettrait les idées communistes de manière accessible aux masses.
Liu Chunhua, né en 1944, est au début de la Révolution culturelle un Garde rouge étudiant à l'Académie centrale des arts industriels. Il s'est inspiré de la période où Mao Zedong, en 1921 au début de la révolution chinoise, se déplace à Anyuan pour mobiliser les mineurs et organiser le mouvement des ouvriers.
La peinture a fait l’objet d’un tirage à 900 millions d’exemplaires pendant la Révolution culturelle, à l’époque, la Chine comptait 700 millions d’habitants,.
En 1998, la peinture s'est vendue 660 000 dollars à la China Construction Bank.
Dans le livre Les Habits neufs du président Mao de Simon Leys, il est raconté que la peinture ressemble tellement aux images saintes occidentales des salons bourgeois qu'une de ses innombrables reproductions fut pendant un temps affichée par erreur dans une salle d'attente du Vatican, un prélat l'ayant prise pour l'image d'un missionnaire.
En novembre 1969, une copie de l'image, peinte par le peintre italien Luigi Carnevali, a été accrochée dans la salle de presse du Vatican à Rome. L'image de Mao Zedong avait été confondue avec celle d'un prêtre missionnaire. Une fois l'erreur comprise, l'image a été supprimée.